# Tienda de locos
Tienda de locos es una película de los Hermanos Marx, estrenada el 20 de junio de 1941 y producida por Metro Goldwyn Mayer. Fue la última película de los hermanos antes de su retirada, aunque posteriormente protagonizarían Una noche en Casablanca y Amor en conserva. 